# Matej Tóth
Matej Tóth (Nitra, Checoslovaquia, 10 de febrero de 1983) es un deportista eslovaco que compite en atletismo, especialista en la disciplina de marcha.
Participó en cinco Juegos Olímpicos de Verano, entre los años 2004 y 2020, obteniendo una medalla de oro en Río de Janeiro 2016, en la prueba de 50 km, y el quinto lugar en Londres 2012, en la misma distancia.
Ganó una medalla de oro en el Campeonato Mundial de Atletismo de 2015 y dos medallas de plata en el Campeonato Europeo de Atletismo, en los años 2014 y 2018.

## Palmarés internacional
| Juegos Olímpicos   | Juegos Olímpicos        | Juegos Olímpicos | Juegos Olímpicos |
| Año                | Lugar                   | Medalla          | Prueba           |
| ------------------ | ----------------------- | ---------------- | ---------------- |
| 2016               | Río de Janeiro (Brasil) | Medalla de oro   | 50 km marcha     |
| Campeonato Mundial |                         |                  |                  |
| Año                | Lugar                   | Medalla          | Prueba           |
| 2015               | Pekín (China)           | Medalla de oro   | 50 km marcha     |
| Campeonato Europeo |                         |                  |                  |
| Año                | Lugar                   | Medalla          | Prueba           |
| 2014               | Zúrich (Suiza)          | Medalla de plata | 50 km marcha     |
| 2018               | Berlín (Alemania)       | Medalla de plata | 50 km marcha     |